# Rasbora daniconius
Rasbora daniconius är en fiskart som först beskrevs av Hamilton 1822.  Rasbora daniconius ingår i släktet Rasbora och familjen karpfiskar. IUCN kategoriserar arten globalt som livskraftig. Inga underarter finns listade i Catalogue of Life.